# Stratford (Californie)
Stratford est une census-designated place du comté de Kings, dans l'État de Californie, aux États-Unis,. En 2020, elle compte une population de 1 121 habitants.